# Пенеј
Пенеј (грч. Πηνειός) је у грчкој митологији био тесалски речни бог. Био је персонификација најважније реке која је текла кроз равницу Тесалије, пролазила између Олимпа и Осе и уливала се у Егејско море.

## Митологија
Био је син Океана и Тетије. Са најадом Креусом је имао децу Хипсеја, Стилбу и Дафну. Хигин и још неки аутори уместо Креусе као његову жену су навели Филиру, кћерку речног бога Асопа. Према неким ауторима, његова кћерка је Кирена, а по другима жена, па би он тако био и Аристајев отац. Према предању, испод воде реке којом је Пенеј владао се налазила Киренина кристална палата. Као Пенејева деца се помињу и Андреј, Менипа, Орсеида и Серифија. У миту о Хераклу се помиње река којом је Пенеј владао. Да би Херакле обавио свој шести задатак који се састојао у чишћењу Аугијевих стаја, скренуо је ток Пенејеве реке и тако спрао са земље сву нечистоћу.